# Nozay, Loire-Atlantique
Nozay (bretonska: Nozieg) är en kommun i departementet Loire-Atlantique i regionen Pays de la Loire i nordvästra Frankrike. Kommunen ligger i kantonen Nozay som tillhör arrondissementet Châteaubriant. År 2022 hade Nozay 4 280 invånare.

## Befolkningsutveckling
Antalet invånare i kommunen Nozay
| Referens: INSEE |